# Serrall de la Vall de Reig
El Serrall de la Vall de Reig és una serra situada al municipi de Juncosa (Garrigues), amb una elevació màxima de 622 metres.